# النموذج اللوني سيان ماجنتا أصفر أسود
|                     |  |                |
| مزج الألوان الطرحية |  | الترميز العربي |

|                                            |  |                                                                                         |
| السيان والقرمزي والأصفر والمفتاح أسود[ ؟ ] |  | طبقات من الزجاج تظهر كيف تتداخل الطبقات الملونة نصف الشفافة على الورق لتعطي ألوان س م ص |

النموذج اللوني س م ص د (بالإنجليزية: CMYK color model)‏ هو نموذج لوني طرحي يستخدم في الطباعة الملونة، كما يستخدم في وصف عملية الطباعة نفسها. تشير س م ص د إلى الأحبار المستخدمة في معظم الطباعات الملونة: س/C السيان، وم/M ماجنتا، وص/Y الأصفر، ود/K الأسود.
يرمز حرف K في الإنكليزية إلى كلمة Key حيث تعاير (Keyed) صفائح السحب (printing plates) في الطباعة رباعية الألوان مع صفيحة المفتاح (key plate). بعض المصادر تقترح أن K في CMYK أتت من آخر حرف من الأسود "black" حيث اختير هذا الحرف بدلا من B لأنه محجوز للدلالة على الأزرق. هذا التوضيح على أية حال، وإن كان يخدم ظاهريا التذكر، إلا أنه غير صحيح.
يعمل النموذج اللوني س م ص د بإقصاء بعض الألوان جزئيا أو كليا على خلفية بيضاء (بامتصاص بعض أطوال الموجات الضوئية). يوصف هذا النموذج بأنه طرحي لأن الأحبار تطرح بعض السطوع من اللون الأبيض.
في النماذج اللونية الجمعية مثل النموذج اللوني ح خ ز أو RGB، يكون اللون الأبيض هو مجموع جميع الأضواء الملونة الأولية، في حين أن الأسود هو غياب الضوء. في النموذج اللوني س م ص د تكون الأمور معكوسة، فالأبيض هو اللون الطبيعي للورقة أو السطح المطبوع عليه، والأسود هو نتيجة لتراكب الأحبار الملونة فوق بعضها البعض. ومن توفير النقود في الأحبار، ومن أجل الحصول على لون أسود داكن جدا، يستخدم حبر أسود بدلا من تراكب السيان والقرمزي والأصفر.